# Gouvernement Chaban-Delmas
Ve République
Gouvernement Maurice Couve de Murville Gouvernement Pierre Messmer I
Le gouvernement Jacques Chaban-Delmas est le 7e gouvernement de la Ve République française. Il est soutenu par les groupes parlementaires UDR, RI, PDM.
Cet article présente la composition du gouvernement français sous le Premier ministre Jacques Chaban-Delmas du 20 juin 1969 au 5 juillet 1972, pendant la présidence de Georges Pompidou (1969-1974).

## Contexte de formation

### Contexte politique et économique
Le gouvernement axe sa politique dans la lignée des trente glorieuses et en réponse à mai 68.

### Choix des ministres
Geroges Pompidou choisi Jacques Chaban-Delmas en tant que premier ministre car il a une fibre social qui permettra selon lui de calmer et de répondre aux attentes de mai 68.
En ce sens, il nomme Jacques Delors, ancien syndicaliste, chargé de misson pour répondre aux mouvements de grève,.

### Féminisation du gouvernement
Le gouvernement compte une femme ministre, en la personne de Marie-Madeleine Dienesch, secrétaire d'État auprès du ministre de la Santé et de la Sécurité sociale puis secrétaire d'État auprès du ministre de la Santé et de la Sécurité sociale, chargée de l'Action sociale et de la Réadaptation.

## Composition initiale
Le Premier ministre est nommé par un décret du 20 juin 1969 (JO du 
21 juin), les membres du Gouvernement par un décret en date du 22 juin 1969 (JO du 
23 juin).

### Premier ministre
| Image | Fonction         |  | Nom                   | Parti |
| ----- | ---------------- |  | --------------------- | ----- |
|       | Premier ministre |  | Jacques Chaban-Delmas | UDR   |

### Ministres d'État
| Image | Fonction                                                |  | Nom             | Parti |
| ----- | ------------------------------------------------------- |  | --------------- | ----- |
|       | Ministre d'État, chargé de la Défense nationale         |  | Michel Debré    | UDR   |
|       | Ministre d'État, chargé des Affaires culturelles        |  | Edmond Michelet | UDR   |
|       | Ministre d'État, chargé des Relations avec le Parlement |  | Roger Frey      | UDR   |

### Ministres
| Image | Fonction                                                |  | Nom                      | Parti |
| ----- | ------------------------------------------------------- |  | ------------------------ | ----- |
|       | Garde des Sceaux, ministre de la Justice                |  | René Pleven              | CDP   |
|       | Ministre des Affaires étrangères                        |  | Maurice Schumann         | UDR   |
|       | Ministre de l'Intérieur                                 |  | Raymond Marcellin        | FNRI  |
|       | Ministre de l'Économie et des Finances                  |  | Valéry Giscard d'Estaing | FNRI  |
|       | Ministre de l'Éducation nationale                       |  | Olivier Guichard         | UDR   |
|       | Ministre du Développement industriel et scientifique    |  | François-Xavier Ortoli   | UDR   |
|       | Ministre de l'Équipement et du Logement                 |  | Albin Chalandon          | UDR   |
|       | Ministre des Postes et Télécommunications               |  | Robert Galley            | UDR   |
|       | Ministre de l'Agriculture                               |  | Jacques Duhamel          | CDP   |
|       | Ministre des Transports                                 |  | Raymond Mondon           | FNRI  |
|       | Ministre du Travail, de l'Emploi et de la Population    |  | Joseph Fontanet          | CDP   |
|       | Ministre de la Santé publique et de la Sécurité sociale |  | Robert Boulin            | UDR   |
|       | Ministre des Anciens combattants et Victimes de guerre  |  | Henri Duvillard          | UDR   |

### Ministres délégués
| Image | Fonction                                                            | Ministre de rattachement |  | Nom               | Parti |
| ----- | ------------------------------------------------------------------- | ------------------------ |  | ----------------- | ----- |
|       | Ministre délégué chargé du Plan et de l'Aménagement du territoire   | Premier ministre         |  | André Bettencourt | FNRI  |
|       | Ministre délégué chargé des Départements et Territoires d'Outre-Mer | Premier ministre         |  | Henri Rey         | UDR   |

### Secrétaires d'État
| Image | Fonction                                                                         | Ministre de rattachement                                |  | Nom                      | Parti |
| ----- | -------------------------------------------------------------------------------- | ------------------------------------------------------- |  | ------------------------ | ----- |
|       | Secrétaire d'État, porte-parole du gouvernement                                  | Premier ministre                                        |  | Léo Hamon                | UDR   |
|       | Secrétaire d'État chargé de la Jeunesse et des Sports                            | Premier ministre                                        |  | Joseph Comiti            | UDR   |
|       | Secrétaire d'État chargé de la Fonction publique et des Réformes administratives | Premier ministre                                        |  | Philippe Malaud          | FNRI  |
|       | Secrétaire d'État                                                                | Premier ministre                                        |  | Jacques Baumel           | UDR   |
|       | Secrétaire d'État                                                                | Ministre d'État, chargé de la Défense nationale         |  | André Fanton             | UDR   |
|       | Secrétaire d'État                                                                | Ministre d'État, chargé des Relations avec le Parlement |  | Jean-Louis Tinaud        | UDR   |
|       | Secrétaire d'État                                                                | Ministre d'État, chargé des Relations avec le Parlement |  | Jacques Limouzy          | UDR   |
|       | Secrétaire d'État                                                                | Ministre des Affaires étrangères                        |  | Yvon Bourges             | UDR   |
|       | Secrétaire d'État                                                                | Ministre des Affaires étrangères                        |  | Jean de Lipkowski        | UDR   |
|       | Secrétaire d'État                                                                | Ministre de l'Intérieur                                 |  | André Bord               | UDR   |
|       | Secrétaire d'État                                                                | Ministre de l'Éducation nationale                       |  | Pierre Billecocq         | UDR   |
|       | Secrétaire d'État                                                                | Ministre du Développement industriel et scientifique    |  | Bernard Lafay            | CDP   |
|       | Secrétaire d'État                                                                | Ministre de l'Agriculture                               |  | Bernard Pons             | UDR   |
|       | Secrétaire d'État                                                                | Ministre du Travail, de l'Emploi et de la Population    |  | Philippe Dechartre       | UDR   |
|       | Secrétaire d'État                                                                | Ministre de l'Économie et des Finances                  |  | Jacques Chirac           | UDR   |
|       | Secrétaire d'État                                                                | Ministre de l'Économie et des Finances                  |  | Jean-Marie Bailly        | UDR   |
|       | Secrétaire d'État                                                                | Ministre du Développement industriel et scientifique    |  | Gabriel Kaspereit        | UDR   |
|       | Secrétaire d'État                                                                | Ministre de l'Equipement et du Logement                 |  | Marcel Anthonioz         | FNRI  |
|       | Secrétaire d'État                                                                | Ministre de l'Equipement et du Logement                 |  | Robert-André Vivien      | UDR   |
|       | Secrétaire d'État                                                                | Ministre de la Santé publique et de la Sécurité sociale |  | Marie-Madeleine Dienesch | UDR   |

## Modifications

### Ajustement du 20 juin 1969
- Secrétaire d'État auprès du ministre de l'Équipement et du Logement, chargé du Tourisme : Marcel Anthonioz (FNRI)
- Secrétaire d'État auprès du ministre de l'Équipement et Logement, chargé du Logement : Robert-André Vivien (UDR)

### Ajustement du1erjuillet 1969
- Secrétaire d'État auprès du Premier ministre chargé de la Jeunesse, des Sports et des Loisirs : Joseph Comiti (UDR)

### Ajustement du 3 juillet 1969
- Secrétaire d'État auprès du ministre de l'Économie et des Finances, chargé du Commerce : Jean Bailly (UDR)

### Ajustement du 18 juillet 1969
- Secrétaire d'État auprès du ministre de la Santé et de la Sécurité sociale, chargée de l'Action sociale et de la Réadaptation  : Marie-Madeleine Dienesch (UDR)

### Ajustement du 23 juillet 1969
- Secrétaire d'État auprès du ministre du Développement industriel et scientifique, chargé de la Moyenne et Petite industrie et de l'Artisanat  : Gabriel Kaspereit (UDR)

### Ajustement du 9 octobre 1970
- À la suite du décès d'Edmond Michelet le 9 octobre 1970, André Bettencourt est nommé ministre des Affaires culturelles par intérim.

### Remaniement du 7 janvier 1971
- Ministre d'État, chargé des Réformes administratives : Roger Frey

- Ministre délégué auprès du Premier ministre, chargé des Relations avec le Parlement : Jacques Chirac (en remplacement de Roger Frey qui était ministre d'État)
- Ministre délégué auprès du Premier ministre, chargé de la Protection de la nature et de l'Environnement : Robert Poujade

- Ministre des Affaires culturelles : Jacques Duhamel (en remplacement d’André Bettencourt)
- Ministre de l'Agriculture : Michel Cointat (en remplacement de Jacques Duhamel)
- Ministre des Transports : Jean Chamant (en remplacement de Raymond Mondon)

- Secrétaire d'État auprès du Premier ministre, chargé de la Fonction publique : Philippe Malaud (changement d’attribution)
- Secrétaire d'État auprès du ministre de l'Économie et des Finances : Jean Taittinger (en remplacement de Jacques Chirac)

### Ajustement du 25 février 1971
- Ministre d'État, chargé des DOM et TOM : Pierre Messmer (en remplacement d'Henri Rey, qui était ministre délégué auprès du Premier ministre, chargé des Départements et des Territoires d'Outre-Mer, nommé au Conseil constitutionnel)

### Remaniement du 15 mai 1972
- Démission de Philippe Dechartre, secrétaire d'État de l'Emploi et de la Population
- Secrétaire d'État chargé de la Participation et à l'Intéressement : Léo Hamon (changement d’attribution)
- Secrétaire d'État auprès du Premier ministre, porte-parole du gouvernement : Jean-Philippe Lecat

## Répartition partisane
| Parti                       | Parti                                              | Premier ministre | Ministres d'État | Ministres | Ministres délégués | Secrétaires d'État | Total |
| --------------------------- | -------------------------------------------------- | ---------------- | ---------------- | --------- | ------------------ | ------------------ | ----- |
| Répartition le 22 juin 1969 | Répartition le 22 juin 1969                        | 1                | 3                | 13        | 2                  | 20                 | 39    |
|                             | Union des démocrates pour la République            | 1                | 3                | 7         | 1                  | 17                 | 29    |
|                             | Fédération nationale des républicains indépendants |                  |                  | 3         | 1                  | 2                  | 6     |
|                             | Centre démocratie et progrès                       |                  | 3                |           | 1                  | 4                  |       |

## Actions

### Politique territoriale
La Loi sur les fusions et regroupements de communes, dite Loi Marcellin, est votée en 1971. Elle invite les communes à fusionner. Elle est cependant un échec, car de 1971 à 1977, le nombre de communes passe de 37 700 à 36 400.

### Divers
Premier numerus clausus dans l'admission aux études de santé françaises.

## Démission
La démission de ce gouvernement est publiée au JO du 6 juillet 1972.